# Федерико II (маркграф Салуццо)

Салуццо на карте Италии (слева)

Федерико II (итал. Federico II del Vasto, Federico II di Saluzzo; 1332 — 1396) — маркиз Салуццо с 1357 года. Сын Томмазо II де Салуццо и Рикарды Висконти.

## Биография
В 1357 году наследовал отцу. Завершил войну, которую вели его дед и отец с Манфредом V — другим претендентом на Салуццо (единокровным братом Федерико I). Согласно мирному договору уступил ему несколько богатых сеньорий.
Отказался принести оммаж Амадею VI Савойскому, в ответ на что тот захватил Барже и Ревелло. Федерико II попытался заручиться влиятельными покровителями. Сначала он признал своим сюзереном миланского герцога Барнабо Висконти (1360 год), потом — французского дофина (1375 год).
В 1376 году совершил поездку ко двору короля Карла V и получил обещание, что все его споры с Савойей будут рассматриваться Парижским парламентом.
В 1384 году предъявил претензии на часть наследства Джованны I Неаполитанской из её владений в Пьемонте и занял территорию в долине Стура ди Демонте. В ответ на это Амадей VI Савойский 28 января 1385 года аннексировал Кастеллар и ещё несколько населённых пунктов.
В 1394 году Томмазо, граф Карманьола, старший сын и наследник Федерико II, был разбит в сражении и пленён Амадеем Пьемонтским. Он около двух лет провёл в заключении в Турине и был освобождён за выкуп в 20 тысяч золотых флоринов. Кроме того, он был вынужден принести оммаж графу Савойи.

## Семья
Федерико II в 1360 году женился на Беатрисе Женевской (ум. после 1405), дочери Гуго Женевского, сеньора д’Антон. У них было 9 детей:
- Томмазо III, маркиз Салуццо
- Амедей (ум. 28 июня 1419)
- Пьетро (фр. Пьер де Салюс) (ум. 1412), епископ Манда
- Гуго, сеньор Санфронта, Морни, Монреаля и Бастиды.
- Роберт, монах-доминиканец.
- Жак, монах-доминиканец.
- Паула, муж — Франческо II дель Каррето, сеньор ди Миллесимо
- Виоланта, муж — Антонио де Порри, граф де Полленцо, маркиз де Валь Бребио.
- Констанса, 1-й муж — сеньор де Сульт, 2-й муж — Жан III де Сансер.